# Aractos
L'Aractos (en grec: Άραχθος) és un riu de Grècia situat a l'Epir. Neix al Pindos, i recorre 110 km per desembocar al Golf d'Ambràcia.
A l'antiguitat, el riu limitava els territoris que eren considerats grecs, a l'est, dels epirotes, a l'oest, per bé que a l'est hi havia Atamània i Dolòpia, que encara que incloses a Macedònia eren de població epirota. En parlen Claudi Ptolemeu, Titus Livi, Plini el Vell i Estrabó.